# Betaalautomaat

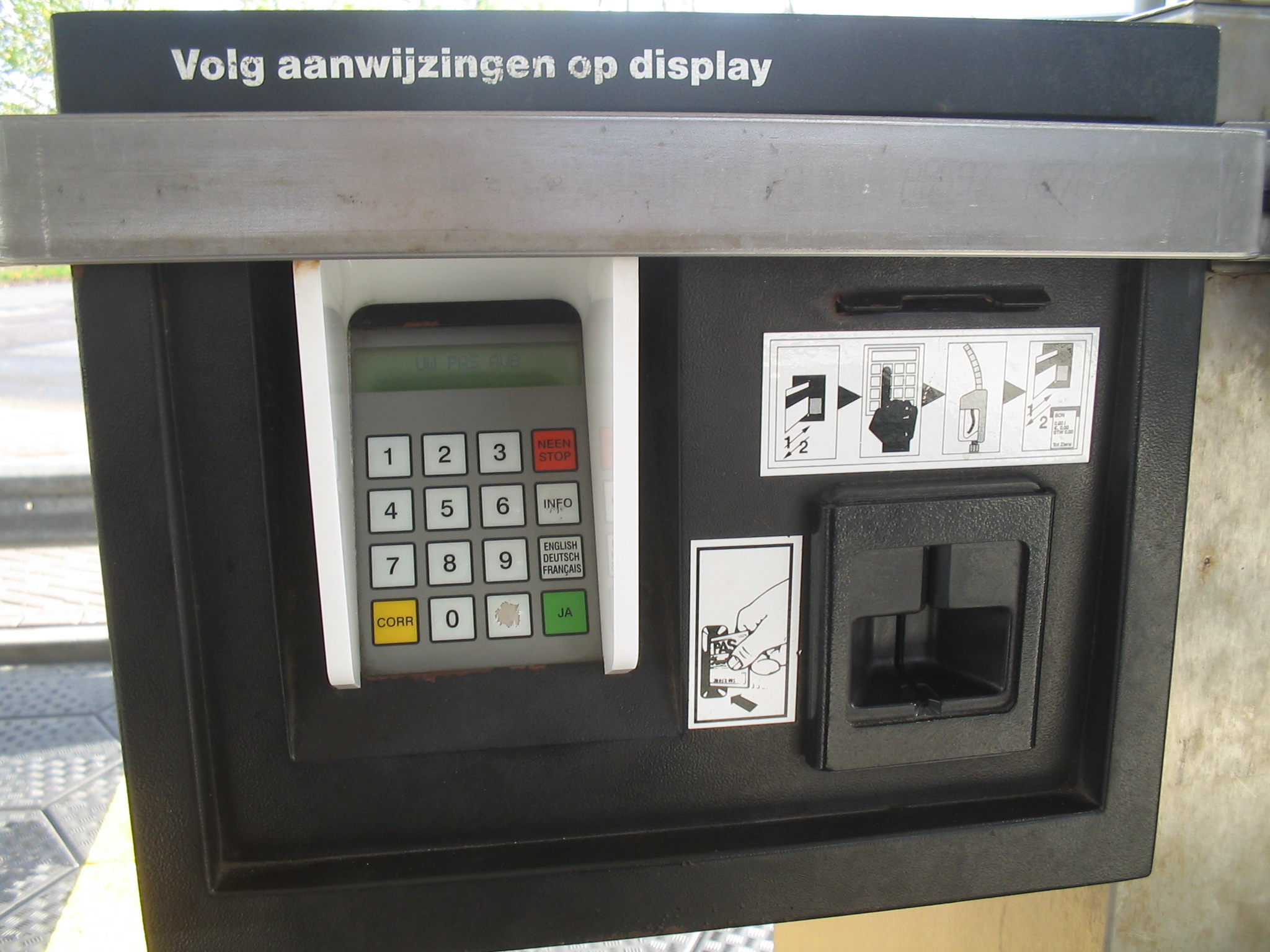
Pinautomaat bij een onbemand benzinestation

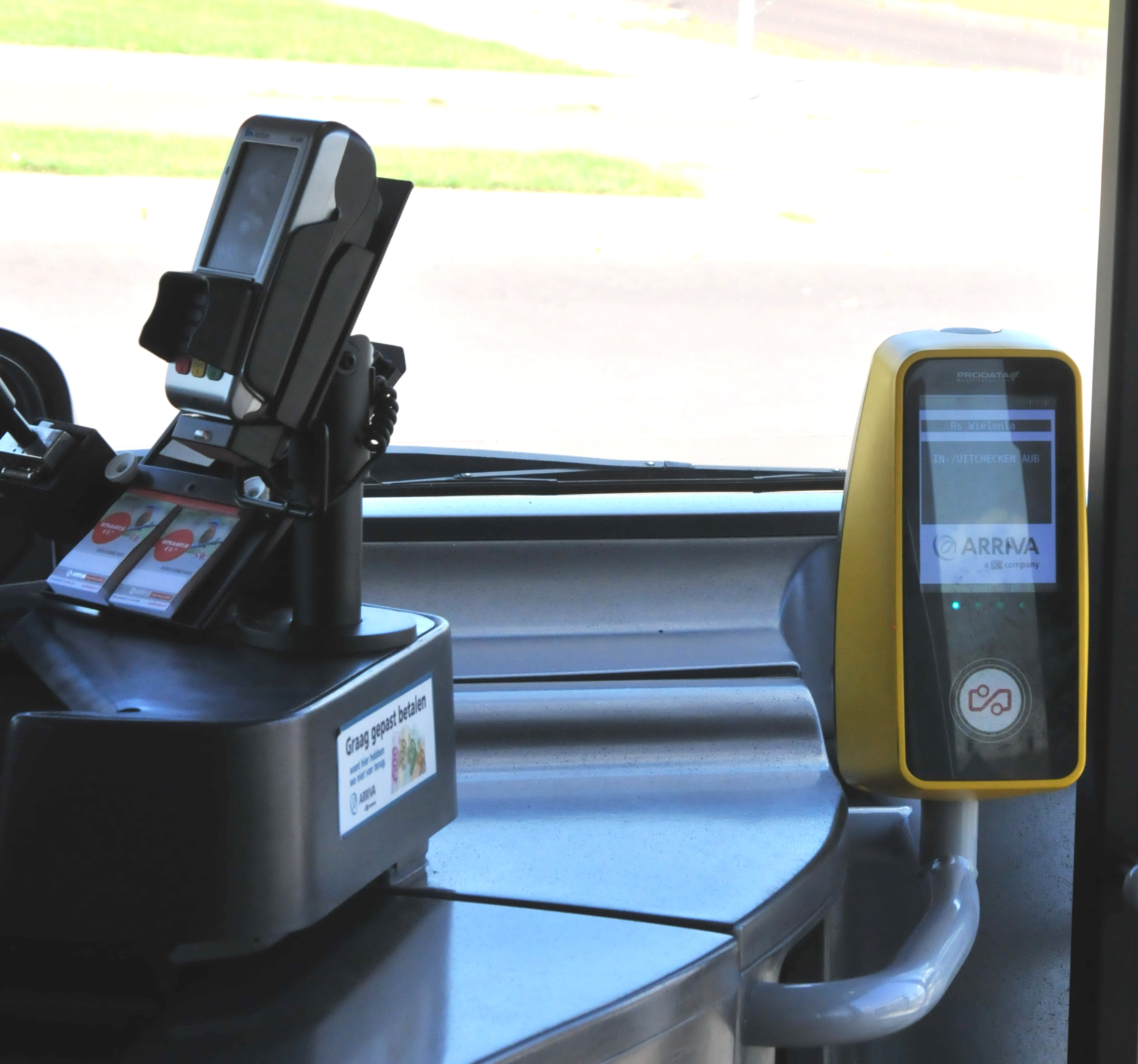
Pinautomaat (links) bij een OV-bus in Nederland

Een betaalautomaat is een apparaat om betalingen uit te voeren. Dit in tegenstelling tot een geldautomaat (of bankautomaat) waarmee met een betaalkaart en bijbehorende pincode contant geld kan worden opgenomen.
Meestal wordt bij een betaalautomaat met een betaalkaart betaald. Als men bij het betalen een pincode moet intoetsen heet het in Nederland ook een pinautomaat. Het onderdeel van een pinautomaat dat door consumenten gebruikt wordt om de pincode in te voeren en de transactie te bevestigen heet ook wel een pinpad.
Er zijn ook apparaten waar met contant geld kan worden betaald:
- Muntautomaat, betalen met uitsluitend een of meer munten (waarbij het apparaat al of niet wisselgeld kan teruggeven)
- Apparaat (soms cashrecycler genoemd) voor betalen met munten en bankbiljetten, met teruggave van wisselgeld met munten en bankbiljetten[1]

Er is ook de geldwisselautomaat, meestal voor het inwisselen van een bankbiljet of munt voor munten van lagere waarde.

## Systemen
Er bestaan verschillende typen betaalautomaten:
- Combi-betaalautomaat, deze accepteert meerdere systemen: debetkaarten zoals Maestro en V PAY en creditcards zoals Mastercard en VISA
- Dip & Go: betalen met een bankpas waarbij wel verbinding gemaakt wordt met de bank en het saldo wordt gecontroleerd, maar geen pincode wordt ingevoerd. Hierbij is er een maximumbedrag van bijvoorbeeld € 50 ingesteld. Het systeem beperkt de risico's van skimmen.[2]
- Betaalautomaat voor contactloos betalen (met near-field communication), zoals:
  - Als extra functie bij een betaalautomaat voor pinnen. Net als bij pinnen zendt de winkelmedewerker op verzoek van de klant de gegevens naar de automaat. De klant geeft aan te "pinnen", hoewel het dat in strikte zin niet is, want hij hoeft geen pincode in te toetsen. Het bedrag verschijnt dan op het scherm. De klant houdt de pas tegen een zijkant van de automaat of voor het beeldschermpje ervan. Kort daarna verschijnt op het scherm de tekst "Neem uw kaart", die bevestigt dat de betaling geslaagd is. Een verschil met de voormalige Chipknip is dat de handeling gemakkelijker is omdat de kaart niet in het apparaat gestoken hoeft te worden en geen akkoord hoeft te worden gegeven. Bij contactloos betalen komt iedere betaling op het bankrekeningoverzicht van de klant.
  - De kaartlezer van de OV-chipkaart in Nederland en de MoBIB-kaart in België, voor het betalen van reizen; in opkomst is het met de OV-chipkaart betalen van andere diensten dan reizen en betalen van andere aankopen
- Mobiele betaalautomaat: heeft geen aansluiting met een kabel, de communicatie gaat via het GPRS- of gsm-netwerk. Dit systeem wordt gebruikt bij afleveringen of reparaties aan de deur, in de horeca (op terrassen) en de ambulante handel. Ook begint HEMA in 2022 een proef waarbij iedere medewerker in de winkel een mobiele betaalautomaat heeft in de vorm van de app SoftPOS, Software Point-of-Sale, op de mobiele telefoon, waardoor een klant bij de medewerker een aankoop kan afrekenen.[3]

## Retourpinnen
Nieuwere betaalautomaten zijn in staat om retourpinnen mogelijk te maken. Dit houdt in dat een bedrag op de betaalrekening van de klant wordt overgemaakt. Toepassingen zijn:
- terugontvangen wat te veel is betaald
- terugontvangen van het aankoopbedrag als het artikel wordt teruggebracht
- uitbetaald krijgen van koopzegels en statiegeld

## Van magneetstrook naar chip
Op de eerste bankkaarten stond enkel een magneetstrook die bij een elektronische betaling gelezen werd. Naderhand, vooral om fraude en misbruik te voorkomen werd vanaf ongeveer 2000 standaard de op de kaart geïntroduceerde contactchip gelezen. Voorheen was die chip in Nederland vooral gekend als de Chipknip (in België Proton) (zie EMV).
Vanaf ongeveer 2010 kregen de betaalkaarten meer en meer een contactloze chip (NFC) voor contactloos betalen naast de zichtbare contact-chip.

## Kosten
Omdat de winkelier vaak een abonnement betaalt bij zijn betalingsdienstaanbieder of een kost per transactie betaalt, is deze methode voor de winkelier niet gratis. Sinds 9 augustus 2018 mogen die kosten niet langer doorgerekend worden aan de Belgische klanten 
Het voordeel voor de winkelier is dat de betaling meteen wordt uitgevoerd, zonder dat er contant geld in de kassa komt. Mogelijk spaart hij daarmee de kosten van het (beveiligd) geldtransport en is het overvalrisico kleiner. Ook voor contant geld rekenen de banken kosten voor storten en opnemen (in de vorm van muntrollen).